# الكثير من الشيوعية
إن مجمــوعة النــضال الشيوعي أو المجموعات اللينينية لليسار الشيوعي هـي حــزب سياسي نشأ في إيطاليا ولا يعترف بالديناميكيـات البرلـمانية لاستراتيجية الحزب في الفترة التاريخية الحالية،  وبالتالي يـصف نفسه بأنه خارج البرلمان. وهو حزب ثوري أممي أسسه أريجـو سيرفيتو ولورنزو بارودي في عام 1965، مستوحى من نـظرية وممـارسة ماركس وإنجلز ولينين .

## تاريخ
تعـود أصـول هـذه المنـظمة إلى خمــسينيات القرن العشرين، عندما انضم بعض الأنصـار السابـقين لـ GAAP (المجموعات الأناركية للعمل البروليتـاري) الذيـن دعموا FCL ( الاتحاد الشيوعي الليبرالي ) والـذين طـردوا لاحقًا من FAI ( الاتحاد الأناركي الإيطالي ) لأنهم أصـبحـوا ليـنينيين، انضمــوا لاحـقًا إلى المجموعة المسماة Azione Comunista . لقد تم طــردها من الحزب الشيوعي الإيطالي (PCI) نتيجة للموقـف الذي اتـخذته لصالح المتمردين المجريين عام 1956 ، الذين تعرضوا للـقمع الشـديد من قبل الـسوفييت. تم تعريف الستالينية بأنها الـسـياسة الرجعـية للـثورة المضادة بعد وفاة لينين. واحتجت المجموعة أيضًا على مواقف الحزب الشيوعي الإيطالي، الذي اعتبر تابعًا للحزب الشيوعي في الاتحاد السوفييتي وخاضعًا لسيطرة السياسة الخارجية للاتحاد السوفييتي. وكان يُنظر إليه أيضًا على أنه تعاون مع الرأسمالية الإيطالية. وكان من شأن هذا الوضع أن يعزز البنية الجيوسياسية الناشئة، وبالتالي كان من شأنه أن يمنع ظهور وتطور القوى الماركسية والأممية.
بين عامي 2012 و2017، نشـرت لوتا كومونيستا تاريخها للعامة من خلال ثلاثة مجلدات نشرتــها دار النشر الخاصة بها: "لوتا كومونيستا. الأصول 1943-1952" (ميـلانو، إديزيوني لوتا كومونيستا، 2012)، "لوتا كومونيستا. نــحو الحزب الاستراتيجي 1953-1965" (ميلانو، إديــزيوني لوتا كومونـيستا، 2012). 2015) و"لوتا كومونيستا. النمـوذج البلشفي 1965-1995" (ميلان، إديزيوني لوتا كومونيستا، 2017). تم تلخــيص هذا التاريخ الرسمي للـحزب بواســطة جويدو لا باربيــرا في 12 قسمًا، 6 منها دولية و6 إيطالية.[6] الأقسـام الـستة الدولـية لـ Lotta Comunista
1. المعركة الأممية بشأن الحروب في البلدان النامية
في بعض أطروحاته التي صيغت في عام 1957، أشار مؤسس الحزب، أريجو سيرفيتو، إلـى افتـتاح فترة طويلة (دورة) من التطور الرأسمالي العالمـي[7]. وشهد التوسع الذي أعقب الحرب العالمية الثانية إنشـاء برجوازيات وطنية جديدة في المناطق الاستعمارية القديـمة (إنهاء الاستعمار). إن لوتا الشيوعية تؤيد الثورات الوطنية التـي تـصب في صـالح التطور الرأسمالي (ومن ثم البرولـيتاريا) وتؤدي إلى تفاقم التناقضات الإمبريالية، ولكن بعد حـرب 1967 العربية الإسرائيلـية في الشرق الأوسط وحـرب فيـتنام في آسيا، فإنها تشيـر إلى أن الإمبريالية أصبحـت الآن "وحدة"، وأن العالم منقسم بين حفنة من القوى العظمى، وأن "المسـألة الوطنية" توقفت عن أن تكون تقدمية في طابعهـا، لأنها الـآن "مسـتولي عليها" النزاع بين القوى الإمبريالية وأن زخم الثورات الوطـنية قد استنفد. في هذه الأزمات، وضد المواقف الـستالينـية والـماوية والعالمية الثالثة، فإن المعيار السـيـاسي الأول الـذي يجب اتباعه وفقًا لـ Lotta Comunista هو وحـدة البـروليتاريا الدولية[8].
2. معركة حول الصدام بين الصين والاتحاد السوفييتي
في منـاسبة الصراع الحدودي بـين الصـين والاتحاد السوفيـيتي عام 1969 على نهر أوسـوري، تشير لوتا الشيوعـية إلى حالة ضعف "رأسمـالية الدولة الصينيـة"، التي تدفع بكين إلى الـبحث عن حلفاء ضد الإمـبريالية الأمريكية والسوفييتـية: هكذا يتم تفسير "الـنظرية الماوية للجبهة المتحـدة" مع "الإمبريالـية الأوروبية واليابانية". ونظراً لنـدرة رأس المال المـستثمر من قبل "الإمبريالية الروسية" في الصين، فـإن هناك فرضية تقترب من الولايات المتحدة، وهـو ما يتوقع ما سيحدث في عام 1971. في تحليلها لـلمسألة الصينية، تسعى منظمة لوتا الشيوعية إلى مواجهة تأثير الأيديولوجيات الماوية[9]. بالنسبة للوتا الشيوعية، كان هناك رأسمالية في كل من روسيا والصين: في الواقع، كانت الدولتان الرأسماليتان تتصادمان بشأن أوسوري.
3. المعركة حول الاتحاد السوفييتي ويالطا
عـارضـت لـوتا الشـيوعية الـأطروحة السـتالينية بشأن الـاشتراكية في بلد واحد، مشيرة إلى الاتحاد الـسوفييتي باعتباره "رأسمالية دولة"، والصين وفـيتنام باعتبارهما "رأسماليتين شابتين". إن التحليل الـذي أجراه أماديو بورديجا في كتابه "البنية الـاقتصادية والاجتماعية لروسيا اليوم" يشكل مرجعاً نظـرياً مهماً تعترف به حركة لوتا الشيوعية، رغم أنها لا تنـتمي إلى البورديجية. لا يوجد أي استمرارية بين لينـين وستالين: فالأخير يمثل الثورة المضادة البـرجوازية والقومية الروسية. وعلى هذا الأساس، تعـارض لـوتا الـشيوعية تصوير صراع عالمي بين الغـرب الرأسمالي ومعسكر "الشيوعية". كما يرفض الحـزب الشيوعي الليتواني تصوير عالم ثنائي القــطبية بشكل فريد، مشيرًا إلى جهات فاعلة أخرى، ظـهـرت من جديد في ذلك الوقت، مثل اليابان أو ألمانـيا: من خلال صيغة "التقسيم الحقيقي" في يالطـا[10]، يشير الحزب إلى اتفاق بحكم الأمر الواقع بيـن الـإمبرياليتين الأمريكية والسوفييتية لإبقاء ألـمانيـا مقسمة ومنع ظهور منافس أوروبي محتمل.
4. معركة حول أزمة إعادة الهيكلة
إن أزمـة السبعينيات لا تشير إليها منظمة لوتا الشيوعـية باعتبارها أزمة عامة كما كانت في الثلاثينيـات، بل باعتبارها "أزمة إعادة هيكلة"[11]: فالتطـور الواسع النطاق في المناطـق الجديدة (آسيـا، وأفريقيا، وأميركا اللاتينية) أعـطى الولايات المتحـدة وأوروبا واليابان مساحة التنـفس لإعادة هيكلـة قاعدتها الصناعية من خلال إسـقاط نفسها في المناطق الجديدة. ومن هذا المـنطلق، اعترضت لوتا الشيوعية على أطروحة أمـاديو بورديجا بشأن الأزمة العامة في عام 1975.
5. المعركة الأممية حول الخلاف الجديد
بـ "الـصراع الجـديد" فـي الثمـانينيات[12]، تـعني لـوتا شيـوعية النضـال الـذي أدى إلـى نـهاية الـعلاقات المحـددة في يالطا: أكثر من ثلاثين عامًا من التنمية منذ فترة ما بعد الحرب وأزمة إعادة الهيكلة في السبعينيات قد غيرت بشكل عميق علاقات القوة الاقتصادية بين القوى، مما أدى إلى بدء مرحلة متسارعة من المواجهة الإمبريالية. وسوف تشهد الولايات المتحدة والاتحاد السوفييتي بداية انحدارهما النسبي، في حين ستعود ألمانيا واليابان إلى الظهور، وستبرز الصين والهند.
6. المعركة الأممية في نهاية يالطا
بالنسـبة لـلوتا الـشيوعية فـإن سـقوط جـدار بـرلين وتفـكك الـاتحاد الـسوفييتي كـانا بمثابة "تـوقف استـراتيجي" لـه آثـار ممـاثلة لحرب عالمية: انتهى تقسيم يالطا، ومع إعادة توحيد ألمانيا تسارع ما تراه لوتا الشيوعية كعملية تشكيل الإمبريالية الأوروبية. ويشير الحزب إلى بداية "تقسيم جديد"، مع ضم أوروبا الشرقية إلى الاتحاد الأوروبي ودفع موسكو إلى حدودها التي كانت عليها قبل بطرس الأكبر. إن التأثير الحاسم لهذه الانقطاعات هو إحياء التطور الرأسمالي الصيني في آسيا، والذي يهيئ لنقل مركز الثقل العالمي من حوض المحيط الأطلسي إلى حوض المحيط الهادئ، كما تنبأ ماركس[13].
يشـير الغـزو الآسيـوي إلـى بـداية "مـرحلة استراتيـجية جديـدة"، مـن أهـم سماتها الصعود الإمبريالي للصين وارتفاع "الصراع العالمي" إلى مستوى الصدام بين قوى "الحجم القاري" (الولايات المتحدة، الصين، الاتحاد الأوروبي...). وهذا، حسب هذا التحليل، هو الدفعة الحاسمة في اتجاه الوحدة الإمبريالية الأوروبية.
ستة أقسام إيطالية من Lotta Comunista
1. التكتيكات اللينينية في أزمة المدارس
ظـهرت "أطـروحات حـول التكـتيكات اللـينينية فـي أزمـة المـدرسة" فـي مـجلة Lotta Comunista في مايو-يونيو 1968[14]. نـشأت مـوجة الاضـطرابات الطـلابية فـي ظل التطور الرأسمالي الذي شهدته إيطاليا في فترة ما بعد الحرب العالمية الثانية. تنص الأطروحات على أن "التنظيم المدرسي هو الشكل الرئيسي لتنظيم ديكتاتورية الرأسمالية التي تمارسها الدولة في المجال الأيديولوجي، حتى لو كان من الواضح أنها ليست الشكل الوحيد". وفي هذا الإطار، من الممكن تجنيد جيل من المناضلين الشباب للحزب اللينيني[15].
2. معركة حول آفاق النقابات العمالية
أدى الـطفرة الاقتـصادية الـتي أعقـبت الـحرب العالـمية الثـانية إلـى نشـوء طـبقة بـروليتاريا واسـعة النطـاق، تـركزت بشـكل رئيـسي فـي مصـانع "المثلث الصناعي" في شمال إيطاليا. ومع "الخريف الحار" في عام 1969، برزت إمكانية نشوء حركة نقابية قوية. إن "رأس المال الكبير" الإيطالي (الكبير، لتمييزه عن البرجوازية الصغيرة) كان بإمكانه أن يجد في نقابة عمالية وفي "أرستقراطية الطبقة العاملة" الواسعة المترجمين والقاعدة الجماهيرية لـ "خط إصلاحي" (إصلاحات كبيرة ضرورية لتحديث الدولة) وهو في الوقت نفسه إمبريالي اجتماعي. وكما كان الحال مع "أزمة المدارس"، فإن "آفاق النقابات العمالية" وفرت أيضاً مساحة للتكتيكات اللينينية لترسيخ النواة الشيوعية في المصانع الكبرى. ومع ذلك، فإن موسم النقابات العمالية سوف ينتهي مبكرًا[16].
3. معركة جنوة
في جنـوة، "عاصـمة رأسـمالية الـدولة" ومعـقل الحـزب الـشيوعي الإيـطالي "الـستاليني"، اخـتبرت حـركة الشيـوعية الإيـطالية إمـكانية زرع حـزب على النموذج البلشفي في إيطاليا. من عام 1966 إلى عام 1975 جمعت المعركة ضد الحزب الشيوعي الإيطالي بين جبهات التكتيكات اللينينية في أزمة المدارس وجبهة آفاق النقابية، على التوالي، في كاسا ديلو ستودنتي ومدرسة الهندسة بين الطلاب وفي أنسالدو بين العمال[17]. وبحسب صحيفة "لوتا كومونيستا" فإن الاشتباك كان "جسديًا" أيضًا.
4. معركة ميلانو
تأسسـت حـركة الشـيوعية فـي مـيلانو فـي أواخر السـتينيات. تعـود عـلاقة سـيرفيتو وبـارودي مع مجمـوعات الشـتات البـورديغي إلـى الخـمسينيات مـن القرن العشرين. ومن هناك، في عام 1968، تحول المناضلون الأفراد إلى حزب الشيوعيين، مشكلين بذلك الجنين الأول للحزب في ميلانو. إن التطور على خلفية النضالات النقابية يتعارض مع الحملة العنيفة التي يشنها الحزب الشيوعي الإيطالي و"المجموعات" المثقفة. تنجح لوتا الشيوعية في الحفاظ على نواتها التنظيمية الميلانية في معركة "الانسحاب المنظم". "إن "المجموعات" سوف تتحلل مع "ارتداد" النضالات، وسوف يطغى على الحزب الشيوعي الإيطالي انهيار الاتحاد السوفييتي[18].
5. معركة تورينو
وفـي تـورينو، جـاءت المـعركة الحـاسمة لإقـامة الحـزب الشـيوعي الإيطـالي مـع الـأزمة الـتي شهـدتها شـركة فـيات في عـام 1980، واـلتي ارتبطت بأزمة إعادة الهيكلة في عامي 1974 و1975 والسوق الأوروبية. إن قضية "الـ35 يوماً" في فيات، وطلب التسريح الجماعي ثم صندوق التسريح، وعجز الحزب الشيوعي الإيطالي ـ المسجون في مطاردة النقابات العمالية المتطرفة ـ عن تقييم علاقات القوة الحقيقية، وأخيراً الهزيمة التي تميزت بها "مسيرة الأربعين ألفاً"، أجبرت لجنة اللجنة العمالية في تورينو على بذل جهد فهم يتجاوز البعد النقابي وحده، وتوفير أرضية مناسبة للنمو السياسي والتنظيمي[19].
6. المعركة السياسية من أجل التغيير الاجتماعي
ثمـانينيات الـقرن العـشرين: أصـبحت "الأسـرة متـعددة الـدخول" - الـتي يـتم فـيها إضافة العديد من الدخول والأصول - الشكل الأكثر عمومية لـ "أرستقراطية الطبقة العاملة". تقاوم لوتا الشيوعية الأشكال الإيديولوجية الجديدة للفردية الجماعية، وتتوجه إلى الطبقات الجديدة من العمال ذوي الياقات البيضاء و"المنتجين التقنيين"، و"الطبقات العميقة" من العمال المهاجرين، وتسعى إلى الوحدة السياسية الأممية "من المهندس إلى المهاجر"[20].
إن مفهوم "المرحلة الاستراتيجية الجديدة" منذ العقد الأول من القرن الحادي والعشرين (الصعود الإمبريالي للصين) يرتبط بتحديد "دورة سياسية جديدة" من "الانحدار الأطلسي" في أوروبا وأمـيركا حيث تدخل أيديولوجيات الفردية التمـلكية (مع دلالاتها الرجعية والأمنية وكراهية الأجاـنب المرـتبطة بها) في "التذبذب"، بسبب "الشتاء الديمـوغرافي" المتقدم في القوى القديمة، مما يؤدي إلـى ظهور "ثورات انتخابية" تفضل امتـناع الطـبقة الـعاملة عن التصويت و"تصويت الملكية البرجوازي الصغير" للأحـزاب الشعبوية اليـمينية والـسيادية.
فـي 23 ينـاير 2016، أقـيم مـؤتمر فـي مسـرح ديجلي أركيمبولدي في ميلانو للاحتفال بالذكرى الخمسين الأولى لصحيفة لوتا كوميونستا

## الممارسة السياسية
في عـام 1965، وبـعد مرحـلة من التـوضيح الـنظري داخل المجموعة، تبنت اسم لوتا كومونيستا واستمرت في خط استراتيجية الامتناع عن المشاركة في الانتخابات وما يعرف بـ " الديمقراطية البرلمانية البرجوازية ".
علـى عكـس المجـموعات البرلمانية الـأخرى، لم تطبق لوتا الشيوعية أبدًا أو تـدعم أشـكال النضال المسلح، حتى خلال الـستينيات والـسبعينيات. يعتقد الحزب أن الثورة لا يمكن أن تتم إذا لم تكن أيديولوجية راسخة محليا ووطنيا ودوليا؛ وإلا فإن الثورة سوف تتدهور إلى رأسـمالية الـدولة مثل الستالينية أو الديمقراطية الاجتماعية . لـذا فـهي مخصصة فقط للدعاية السلمية للأفكار الماركسية، في انتظار حدث عالمي، مثل الحرب العالمية، لبدء ثورة.[بحاجة لمصدر]
إن هدف الحزب هو ترسيخ جذوره على المستوى التنظيمي في الأحياء والمصانع والجامعات في بعض الدول الأوروبية لضمان أن يكون من الممكن العثور على نسبة كبيرة من الطبقة العاملة الأوروبية، في وقت قريب، في الحزب اللينيني. وسيكون بمثابة مرجع ودليل لمواجهة الاضطرابات الهائلة التي يقودها النظام الرأسمالي في جميع أنحاء العالم. وفقا لأطروحة لوتا الشيوعية (المأخوذة مباشرة من ماركس)، فإن الرأسمالية غير قادرة على الحفـاظ عـلى النـظام العـالمي. وبحـسب هـذه الادعـاءات فـإن نظـام الإنتـاج الرأسـمالي يدفـع المجتـمع العـالمي إلـى حـالة من الفـوضى على أساس دوري. ويخلق صراعا مسـلحا لإعـادة تعـريف السوق. وبدوره، فإن الأزمة العامة للرأسـمالية تمـنح الشيوعـيين الفـرصة لاسـتغلال الحروب التي تولدها الرأسمالية لتعزيز الثورة البروليتارية. وفي هذا الجانب، تشير أطروحة لوتا الشيوعية إلى تعاليم لينين الموضحة في أطروحاته التي صدرت في أبريل/نيسان .

## المبادرات الدولية
تتمتع منظمة لوتا الشيوعية بسجل حافل في تنظيم وتسهيل الفعاليات الدولية التي تجمع بين مختلف المنظمات اليسارية من جميع أنحاء العالم. وتعتبر هذه الأحداث بمثابة منصات للحوار وتبادل الأفكار والتعاون بشأن القضايا ذات الاهتمام المشترك، مثل مناهضة الإمبريالية، والنضال الطبقي، والأممية الاشتراكية. من خلال استضافة المؤتمرات والندوات والتجمعات الأخرى، تساعد منظمة لوتا كومونيستا في تعزيز التضامن بين الحركات اليسارية الدولية، وتشجع التحليل النقدي للتطورات السياسية العالمـية، وتسـهل تبادل الخبرات والاستراتيـجيات مـن أجـل التغـيير الثـوري. وتـساهم جهودهـم في بنـاء روابـط وشـبكات أقـوى داخـل الحركـات الشيـوعية والاشـتراكية العالـمية. 

## رأسمالية الدولة في أوروبا الشرقية وآسيا وأماكن أخرى
إن إحدى النـقاط الأـساسية فـي سـياسة لوتا الشيوعية هـي ما يـسمى بـ "التطـبيق الـصحيح والمتـسق للمـاركسية".
لقـد رفضـت لوـتا الشـيوعية دائـمًا فكرة أن الاتـحاد السوـفييتي، فـي الـدول التابـعة له وآسـيا، قد حقق شكـلًا من أشكال الشيوعية أو الاشتراكية. وبدلاً من ذلك، يعتقدون أن الاتحاد السوفييتي، بعد وفاة لينين، قد تشكل كأرستقراطية حقيقية من البيروقراطيين الذين يشكلون شكلاً من أشكال الرأسمالية التي يديرها ويسيطر عليها الطبقة السياسية الحاكمة أو رأسمالية الدولة .
كما خان ستالين الثورة ليس فقط من خلال تسليط الضوء على قوته، ولكن أيضًا من خلال نظريته في إمكانية تطور النظام الشيوعي في بلد واحد في عالم تهيمن عليه القوى الرأسمالية (نظرية الاشتراكية في بلد واحد)، على عكس ما قاله لينين والماركسيون بشكل عام. ويشير التأريخ إلى لينين باعتباره مصدر هذا المفهوم الأممي. في الواقع، فإن التعريف الذي صاغه ستالين في مؤتمر الحزب الشيوعي السوفييتي عام 1923 جاء في الوقت الذي كان فيه لينين ضعيفًا للغاية بسـبب المرض وغير قادر على التواصل. في هذه الحـالة، تظل نسخة التأريخ الستاليني للأبـوة هـي الأكـثر موثوقية. كانت السمة المميزة للرأسـمالية الـدولة التي خلقها ستالين، على الوحشية في القمـع والتجـسس (خاصة ضد منتقدي البلاشـفة للسـياسة الـستالينية)، هي الإغلاق المطلق الـذي برره من خلال نظرية تقسيم وهمي للسـوق العالمية إلى كتلتين. قال جويدو لا باربيرا، أحـد الـقادة الحالـيين للـوتا الشيـوعية، إن الستالينية تغلبت على ضعف متأصـل ورأسـمال مزمن يستثمر فـي الحـرب والصـناعة الثـقيلة وليس في تطـوير البـنية التحتية الاقـتصادية والاجتماعية.

## ذكرى ثورة أكتوبر ويوم الأول من مايو
في السـابع من نوفـمبر مـن كـل عـام تحـتفل مـنظمة لـوتا الشـيوعية بالـذكرى السـنوية لـثورة أكتوبـر. فـي الأول من مايو، والذي حددته لوتا كومونيستا ليس باعتباره "عيد العمال" ولكن باعتباره يوم النضال الدولي للعمال، تحتفل لوتا كومونيستا بـ "الأول من مايو الأممي" ( Primo Maggio Internazionalista ) بالمظاهرات (في جنوة وميلانو وتورينو وبريشيا من بين مدن أخرى) والمبادرات في المدن التي تتواجد فيها كحزب سياسي منظم.

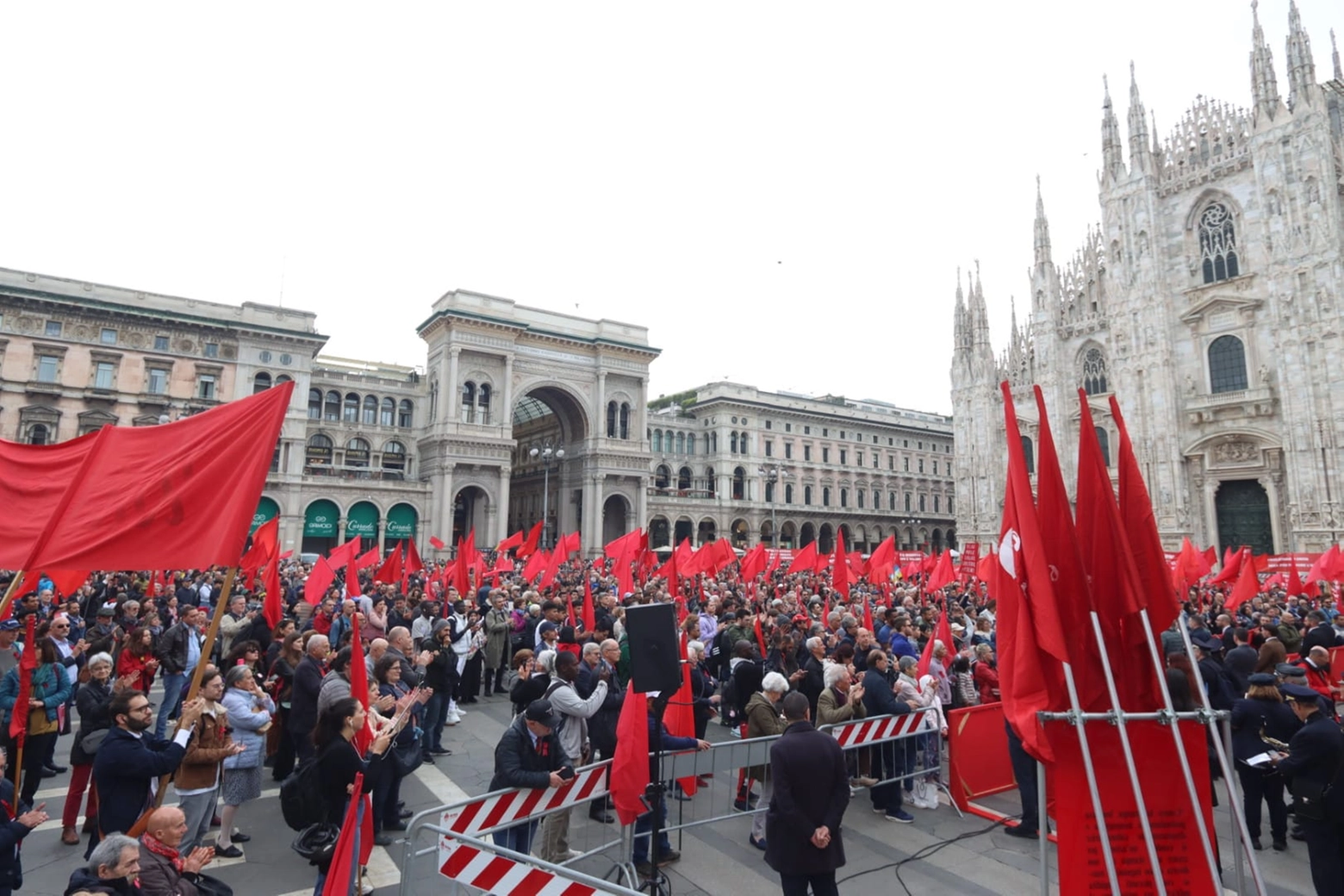
كانت تظاهرة الأول من مايو/أيار 2024، التي نظمتها منظمة لوتا كومونيستا (النضال الشيوعي) في ميلانو بإيطاليا، ذات طابع أممي.

## التوطين
يقـع المـقر الرئيـسي لـ Lotta Comunista تاريـخيًا في جنوة . ومـع ذلـك، لا يـزال الـحزب ينـشط في المـدن الصـناعية (الأنـدية فـي ميـلانو ، وتـورينو ، وروما نشـطة للـغاية). كمـا افتـتحت عدة أندية في الخارج، خاصة في فرنسا، وروسيا، وإسبانيا، وألمانيا، وبريطانيا، واليونان، والبرازيل. الهدف من لوتا الشيوعية هو ترسيخ حزب لينين في بعض المواقع بالمدن الأوروبية الرئيسية، مثل المثلث الصناعي الإيطالي وإيل دو فرانس في باريس. تنشر مجلة لوتا كوميونستا وتوزع مجلة شهرية تحمل نفس اسمها، تأسست عام 1965، وهي ممولة ذاتيًا بالكامل. تقوم Lotta Comunista Editions بجمع ونشر وإعادة إنتاج المواد المنتجة منذ عام 1950 باللغات الإيطالية والفرنسية والإنجليزية والإسبانية والبرتغالية والألمانية والروسية واليونانية.
تعد المنـظمة مـن بيـن أقوى التشـكيلات خارج البرلمـان في إيطاليا، ـحيث يقوم نشـطاؤها بـبيع حوالي 40 ألـف نسـخة من منـشورها "Lotta Comunista" منـزلاً تلـو الآخـر كـل شـهر. تنـشط حاليًـا في مدن مثـل: جنوة وميلـانو وبافيا وتورينو ولندن وباريس ونيس وروما وبارما وسافونا وبريشيا وبرغامو وبـادوا وفيرونا وبولونيا وفلورنسا وبيزا ونابولي وأوديني وسانت بطرسبرغ وأثينا وريو دي جانيرو وباري وبرينديزي وليتشي وفالنسيا وبرلين . .

## طبعات العلوم الماركسية
لـدى لـوتا كوميونـستا ناشـر آخـر مقـره في باريس، وهو Science Marxiste ، الذي ينشر الكتب باللغات الأوروبية: الفرنسية، واليونانية، والإنجليزية، والروسية، والبرتغالية، والألمانية، والإسبانية.

## إصدارات بانتري
تنشـر مـجلة لـوتا الشـيوعية نصـوصًا إيـطالية تـتناول تعمـق حركة العمال وتاريخها بالإضافة إلى كلاسيكيات الماركسية مثل كارل ماركس وفريدريك إنجلز وليون تروتسكي ولينين وأماديوس بورديجا . كما تقوم دار نشر Pantarei بإعادة نشر نصوص أساسية مثل تاريخ الحزب الشيوعي الإيطالي لجورجيو جالي .

## معهد الدراسات حول الرأسمالية
في جـنوة، أنشـأت لوتـا الشـيوعية معـهدًا لدراسة الرأسمالية، مع مكتبة واسعة النطاق تضم وثائق ممثلة في العديد من منشورات "إصدارات بانتا ري".

## معهد سيرجيو موتوسي
فـي عام 2005، أسـست لـوتا الـشيوعية معهد سيرجـيو موتـوسي لـدراسة حـركة العـمال الدوليـة تكريما للمـناضل سيرجيو موتوسي ، الـذي تـوفي في عام 2002. يهدف المعـهد إلـى تعـميق دراسـة تاريـخ الحركة العمالية حول العالم.

## مركز الدراسات الدولية "نوفي بروميتي"
أنشـأت منـظمة لوتا الشـيوعية منـظمة غيـر حكـومية في روسيا: مـركز الـدراسـات الـدولية "نوفي بروميثيوس" ( نيو بروميثيوس )، الـذي يتعامل مع نشر وتوزيع "النشرة الأممية" وصحيفة "الأممية البروليتارية" والكتب التي أصدرتها المجموعة والمترجمة إلى اللغة الروسـية. وتـقدم أيـضًا دورات حول الماركـسية، كـما تفعـل في إيطـاليا وفرنسا. توقفـت المنظـمة عن العمل في عام 2021 وأغلقت الكيان القانوني في عام 2022.